# Ланда Костянтин Юрійович
Костянтин Юрійович Ланда (рос. Константин Юрьевич Ланда; 22 травня 1972, Омськ — 12 жовтня 2022) — російський шахіст i шаховий тренер (Старший тренер ФІДЕ від 2011 року), гросмейстер від 1995 року.

## Шахова кар'єра
У 1992 році поділив разом з Павлом Трегубовим 2-3-тє місце на чемпіонаті Росії, який відбувся в Орлі. 1994 року святкував перемогу на турнірі за швейцарською системою у Оберварті, 1995 року посів 1-ше місце в Ноябрську, a 1996 року поділив 1-ше місце у Фельдені (разом із, зокрема, В'ячеславом Ейнгорном) i Пекіні (разом із, зокрема, Суатом Аталиком). У 1999 році переміг (разом з Олексієм Дрєєвим) на опені в Убеді, 2000 року – у Бад-Вісзе (разом з Геральдом Гертнеком, Роландом Екстремом i Олександром Графом), крім того 2001 року – у Дайцизау (разом з Любомиром Фтачником). У 2002 році посів 2-ге місце (позаду Еміля Мутовського) на міжнародному чемпіонаті Словаччини, який відбувся в Галанті. Того самого року поділив 1-ше місце на відкритих турнірах у Фюрті (разом з Захаром Єфименком), Бад-Віссе (разом із, зокрема, Левоном Ароняном i Володимиром Малаховим) i Зендені (разом з Олегом Корнєєвим). 2003 року поділив 1-ше місце (разом із, зокрема, Штефаном Кіндерманном i Ніколаусом Штанецом) на чемпіонаті Відня. У 2004 році став одним з семи переможців чемпіонату Парижa а також виступив у Триполі на чемпіонаті світу за нокаут-системою, де в 1-му колі поступився Сергієві Мовсесяну. 2005 року святкував перемогу у Трієсті, a на перетині 2005 i 2006 років - у Реджо-Емілії. Через рік поділивна тому ж турнірі 2-3-тє  місце (разом з Ігорем Хенкіним). У 2007 році переміг на чемпіонаті Гамбургa, крім того 2011 року – у Фліссінгені.
Найвищий рейтинг Ело дотепер мав станом на 1 жовтня 2007 року, досягнувши 2678 пунктів, посідав тоді 32-ге місце в світовій класифікації ФІДЕ, водночас посідав 9-те місце серед російських шахістів.